# 沃尔克·海因里希
沃尔克·海因里希（Volker B. Heinrich，1965年—）为德国博物学家。
他曾就读于德国慕尼黑工业大学园艺科学专业，是食虫植物爱好者。
沃尔克·海因里希和他的家人定居于菲律宾，并经营着菲律宾最大的专业食虫植物苗圃（the Pitcher Plant Farm）。他对猪笼草极有兴趣，并熟知猪笼草可能存在的地点，这使他成为了菲律宾探险队的正式成员。他还是数个猪笼草新物种的共同发现者和共同描述者，包括爱登堡猪笼草（N. attenboroughii） 、汉密吉伊坦山猪笼草（N. hamiguitanensis）和小瓮猪笼草（N. micramphora）。

## 扩展阅读
- Pitcher Plant Farm - About us